# Sunanda
Sunanda är en sjö i Antarktis. Den ligger i Östantarktis. Norge gör anspråk på området. Sunanda ligger 117 meter över havet. Den ligger vid sjöarna  Shel'fovoe Kamala Nanda Parwati och Karovoevatnet.
I övrigt finns följande vid Sunanda:
- Kamala (en sjö)
- Nanda (en sjö)
- Parwati (en sjö)